# 倫濟內

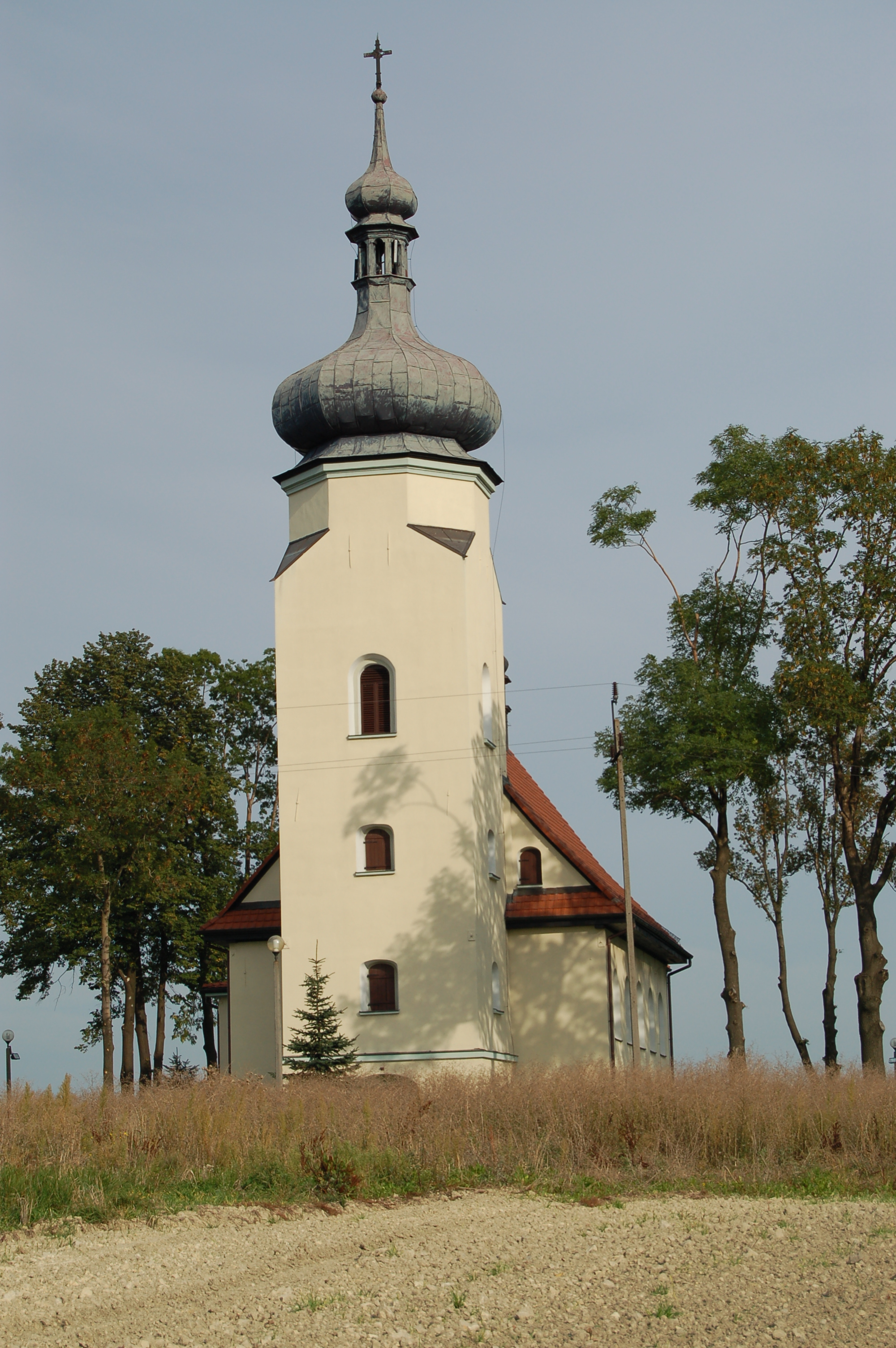

倫濟內是波蘭的城鎮，位於該國南部，距離首府卡托維茲16公里，由西里西亞省負責管轄，面積31.48平方公里，主要經濟活動是煤礦業，2008年人口16,262。

## 外部連結
- Lędziny city government website （页面存档备份，存于）
- Jewish Community in Lędziny （页面存档备份，存于） on Virtual Shtetl

50°07′N 19°06′E / 50.117°N 19.100°E